# Conus sanderi
Conus sanderi é uma espécie de gastrópode do gênero Conus, pertencente a família Conidae.